# تشارلز فريديريك غيرهارد
تشارلز فريديريك غيرهارد (بالفرنسية: Charles Gerhardt)‏ هو أستاذ جامعي وكيميائي فرنسي، ولد في 21 أغسطس 1816 في ستراسبورغ في فرنسا، وتوفي بنفس المكان في 19 أغسطس 1856.

## وصلات خارجية
- تشارلز فريديريك غيرهارد على موقع الموسوعة البريطانية (الإنجليزية)